# Doug Pinnick
Doug Pinnick (ur. 3 września 1950) – amerykański muzyk, basista, autor piosenek i wokalista zespołu King’s X. Ma na swoim koncie czternaście albumów z King’s X, cztery solowe oraz liczne gościnne udziały i poboczne projekty.

## Historia
Doug Pinnick urodził się w Braidwood, USA, stan Illinois. W wieku czternastu lat zamieszkał w Joliet. Dorastał w muzykalnej rodzinie, w której każdy śpiewał albo grał na jakimś instrumencie. Był wychowywany przez swoją prababkę dewotkę. Za jej sprawą dorastał w bardzo surowym południowo baptystycznym środowisku. Doug miał siedemnaścioro przyrodnich braci i sióstr z trzech matek i dwóch ojców. Będąc w szkole podstawowej śpiewał w chórze oraz grał na saksofonie. Gdy był nastolatkiem zasłuchiwał się w klasycznym R&B oraz w artystach z Motown, takich jak Stevie Wonder, Little Richard i Aretha Franklin. W trakcie uczęszczania do szkoły średniej Pinnick śpiewał w różnych zespołach rockowych. Jednym z najwcześniejszych był Stone Flower, który sam później opisywał słowami „gdy Chicago Transit Authority spotyka Sly and the Family Stone”. W 1969, gdy uczęszczał do Joliet Junior College zainspirował się zespołami takimi jak Led Zeppelin czy Jimi Hendrix. Również w tym czasie zaczął słuchać zespołu, który prawdopodobnie miał największy wpływ na jego twórczość - Sly & the Family Stone. Jego marzeniem było założyć zespół, który łączyłby wszystkie te zróżnicowane inspiracje.
Po uczęszczaniu do college'u przez sześć miesięcy, Pinnick porzucił studia i dołączył do objazdowego zespołu gospel the Spurlows.
Na początku lat '70 Pinnick zamieszkał w chrześcijańskiej wspólnocie na Florydzie. Był tam zaangażowany w muzyczny biznes poprzez promowanie lokalnych koncertów chrześcijańskich zespołów rockowych. Nie trwało to długo i wkrótce potem powrócił do Illinois. 
W połowie lat '70 wraz z klawiszowcem Mattem Spransym Pinnick założył zespół Servant. Ich muzykę określano jako progresywny art rock, podobny do zespołów takich jak Yes czy Emerson, Lake and Palmer. Zespół koncertował po całym środkowym wschodzie Stanów Zjednoczonych i udało mu się zarejestrować taśmę demo z ich własnymi kompozycjami. Bardzo dziwnym przypadkiem było to, że w Kanadzie istniał również zespół o nazwie Servant, który w tym czasie pozyskał kontrakt z wytwórnią. Pod koniec lat '70 Matt Spransy opuścił zespół i dołączył do kanadyjskiego zespołu Servant oraz nagrał z tym zespołem piosenkę „I'm Gonna Live”, którą napisał wspólnie z Pinnickiem. Została ona wydana na albumie Rockin' Revival z 1981.
Krótko po dołączeniu Spransy'ego do kanadyjskiego Servant, Doug Pinnick był częścią zespołu Alpha oraz jego własnego zespołu Doug Pinnick Band.
W 1979 Doug został zaproszony do zespołu, który formował się w Springfield, Missouri wraz z wokalistą znanym z zespołu Petra - Greg X. Voltzem. Pinnick przyjął propozycję i przeprowadził się. Zespół rozpadł się w miesiąc po jego dołączeniu. Wkrótce potem zajął w zespole miejsce gitarzysty Phila Keaggy'ego wraz z perkusistą znanym z nieudanego projektu Voltza, Jerrym Gaskillem. Pinnick był współautorem piosenki „Just a Moment Away” z wydanego w 1980 albumu Keaggy'ego „Ph'lip Side”. Doug Pinnick koncertował blisko rok z Keaggy'm, potem wrócił do Springfield by rozpocząć pracę nad nowym projektem muzycznym.
Niedługo po dostrzeżeniu gitarzysty Ty Tabora grającego koncert w Evangel College w Springfield Pinnick zaangażował go do nowo powstającego zespołu. Później dołączył do nich Jerry Gaskill i tym sposobem narodził się zespół The Edge. W 1983 zespół zmienił nazwę na Sneak Preview i wydał album studyjny własnym kosztem. Parę lat później trio przekształciło się (oraz przeprowadziło do Houston, Teksas) w King’s X.
Od tamtej pory Pinnick stał się jednym z najbardziej szanowanych głosów w muzyce rockowej zarówno przez fanów jak i krytyków. Doug Pinnick jest bardzo rozchwytywanym przez innych artystów, zarówno jako gość na nagraniach, jak i członek zespołów pobocznych do nagrania całych albumów.
W 1998 roku podczas wywiadu dla Regeneration Quarterly Pinnick potwierdził swoją orientację homoseksualną. Po ogłoszeniu tych informacji Diamante Music Group wycofała się z dystrybucji albumów King’s X we wszystkich chrześcijańskich punktach detalicznych. Jakiś czas później Doug wyznał, że bardziej identyfikuje siebie jako agnostyka, co jest dużym kontrastem do jego przeszłości związanej ze współczesną muzyką chrześcijańską.
Poza King’s X, Pinnick jest bardzo aktywny w swoim studio Hound Pound w Teksasie.

## Projekty
Pierwszy solowy projekt Pinnicka, Poundhound nagrał dwa albumy - Massive Grooves oraz Pineappleskunk wraz z Jerrym Gaskillem na perkusji. Doug porzucił swój pseudonim „Poundhound” na rzecz trzeciego solowego albumu Emotional Animal, na którym podpisał się jako „dUg Pinnick”. Album został wydany przez Magna Carta Records, a na perkusji zagrał syn Gaslkilla, Joey. 
W listopadzie 2007 wydał swój czwarty album Strum Sum Up również nakładem Magna Carta.
Pinnick był również częścią krótko istniejącej grupy Supershine wraz z muzykami z zespołu Trouble, gitarzystą Bruce Franklinem oraz perkusistą Jeffem Olsonem. Supershine wydał tylko jeden, nazywający się tak jak zespół album w 2000, wydany przez Metal Blade Records.
Muzyk zaśpiewał również partie wokalne na wydanym w 2005 debiutanckim albumie Reba Beacha, gitarzysty The Mob, który był byłym członkiem zespołu Winger. Zastąpił również Coreya Glovera w zespole Living Colour podczas ich europejskiej trasy w sierpniu 2006.
Doug zaśpiewał partie wokalne w utworze „Lines in the Sand” z albumu Falling into Infinity zespołu Dream Theater, „Welcome to the Machine” z albumu An All Star Lineup Performing the Songs of Pink Floyd, „Parasite” z tribute albumu zespołu Kiss zatytułowanym Spin The Bottle, oraz w utworze „Taxman” z tribute albumu The Beatles zatytułowanym Butchering the Beatles.